# Uli Fuchs
Uli Fuchs (* 6. Oktober 1943 in Weimar) ist ein deutscher Fotograf, Grafik-Designer und Jazzkritiker.

## Leben
Fuchs entstammt einer bayrisch-österreichischen Familie. Aufgrund der Kriegswirren wuchs er in Weimar in einer von seiner Großmutter geführten Großfamilie auf. Sein Vater lebte nach dem Zweiten Weltkrieg in Salzburg, er hat ihn nie kennengelernt. Als Fünfjährigen nahm ihn seine Mutter, die in einem Weimarer Kirchenchor sang, zu einer Aufführung von Bachs Matthäuspassion in den zerbombten Erfurter Dom mit. Mit elf Jahren wurde er Chorsänger im Windsbacher Knabenchor. Nach seiner Schulzeit begann Fuchs eine Fotografenlehre. Anschließend arbeitete er als Werbefotograf in Nürnberg. Sein Studium absolvierte er an der Bayerischen Staatslehranstalt für Fotografie in München, das er als Jahrgangsbester abschloss. Ausgezeichnet wurde er dafür mit einer Goldmedaille durch den Münchner Oberbürgermeister Hans-Jochen Vogel.
1971 wurde er als Dozent für Fotografie an die Fachhochschule für Gestaltung Mannheim berufen. 1978 gründet er in Mannheim sein erstes Fotostudio. 1981 wurde er Mitglied im Bund Freischaffender Foto-Designer (BFF) und arbeitete von da an sowohl für deutsche als auch internationale Werbeagenturen. Sein Studio verlegte er nach Frankfurt am Main. In Frankfurt verband ihn eine enge Freundschaft mit seinem ehemaligen Schüler, dem Fotografen Michael Ehrhart, dem Designer Thomas Feicht, dem Entwerfer Tim Johl und dem holländischen Design-Promotor Jan Teunen.
1993 zog Fuchs nach Palma, wo er vorwiegend als Fotograf für spanische Interieur-Design Magazine und das deutsche Magazin Merian arbeitet. Daneben beschäftigte er sich musikalisch mit Flamenco und spielt für drei Jahre als Flötist mit dem Gitarristen Benjamín „El Habichuela“. Ab 2001 lebte er für einige Jahre in Valencia und Cádiz. 2005 kehrte er zurück nach Palma, wo er sich seitdem vorwiegend der Porträt- und der Foodfotografie widmet. Seit 2005 tritt er auch als Jazz-Fotograf in Erscheinung.

## Einflüsse
- Fotografie: Hugo Erfurth, Ansel Adams, Irving Penn, Richard Avedon, David Lynch (Regisseur)
- Musik: Heinrich Schütz, Johann Sebastian Bach, Duke Ellington, Charles Mingus, Eric Dolphy, Art Blakey, Gonzalo Rubalcaba, Ken Vandermark

## Publikationen
- Instant, Frankfurt 1981–1989
- Teunen & Teunen: Instant Special 1991
- ¿Que Tal? 1995, Trust Culture Corporate, Frankfurt
- Deutsche Modefotografie Frankfurt, 1995
- Magazine: Hogares Barcelona 1994–2001
- Cocinas & Baños, Barcelona 1994–2000
- Merian Mallorca, Hamburg 1997
- Calatrava Fotos, Palma 1998
- Balance der Seele. Palma/Frankfurt 2000
- Ainia, Valencia 2002
- La Sierra de Turia, Valencia 2003
- Zeitlose Rezepte: Paquita Tomás, Palma 2008
- Jazz Visual, Blurb 2009
- still live - live stills, Blurb 2010
- New York Eye and Ear Control, Blurb 2010
- Semana Santa, Blurb 2010

## Ausstellungen
- Körperlandschaften. Mannheim 1973
- Ulrich Fuchs, Fotograf, Mannheim 1973
- New York Impressions BBK, Mannheim 1976
- Calatrava Fotos, Palma de Mallorca 1998
- Jazz Visual, Palma de Mallorca 2009
- Jazz Visual, Nürnberg 2010

## Filme
- Attenzione, 7 min. Hofer Filmtage 1971